# میرالین اوسی آگیمانگ
میرالین اوسی آگیمانگ (انگلیسی: Myralyn Osei Agyemang؛ زادهٔ ۵ نوامبر ۱۹۸۱) بازیکن فوتبال اهل غنا است.
وی همچنین در تیم ملی فوتبال زنان غنا بازی کرده‌است.